# Gaston Mouchet
Gaston Jean Méléa Mouchet, né à Mornac-sur-Seudre en Charente-Maritime  le 10 octobre 1862  et mort le 24 juin 1942 à Saint-Palais-sur-Mer en Charente-Maritime, est un auteur et un  pédagogue français.
Son père Pierre Mouchet (1831-1898) était fonctionnaire sous-brigadier des douanes, sa mère Adélie Nougé (1836-1911) couturière.

## Biographie

### L'élève et lenormalien

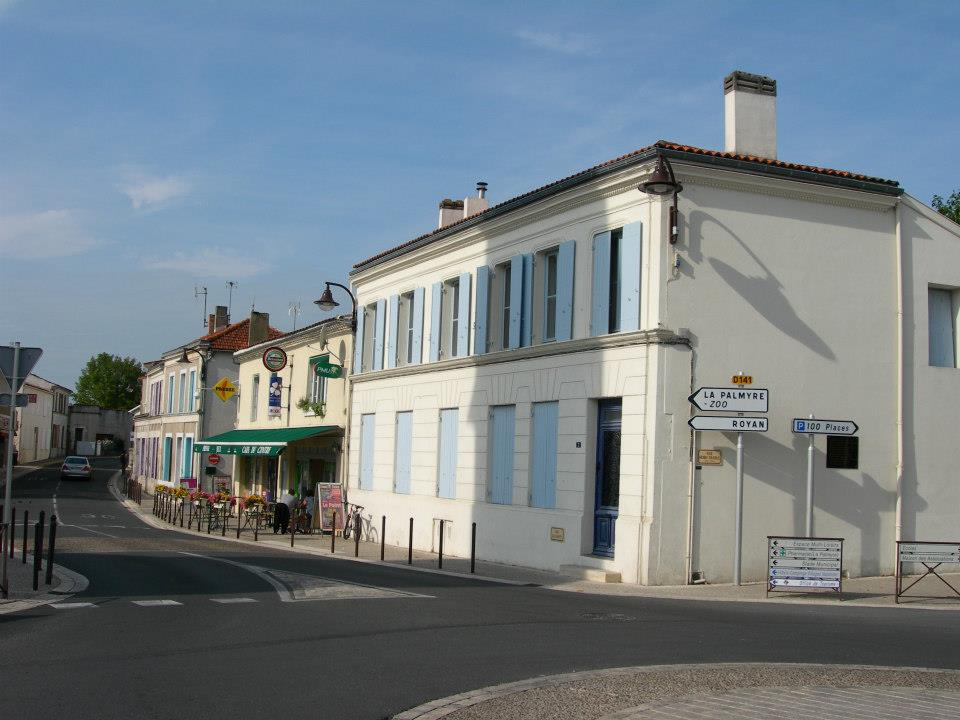
Les Mathes, Centre-ville

Il entre à l'école communale des Mathes (Charente-Maritime) en 1868. En 1875, à la fin de ses études primaires, il se présente avec succès à l'examen d'entrée dans l'enseignement secondaire « spécial ». Très attiré par l'enseignement, c'est en 1877, à 15 ans, muni d'une dérogation, qu'il est admis à l'École normale de Lagord en Charente-Maritime. Il bénéficie parallèlement d'une demi-bourse départementale. En mars 1880, il obtient son brevet élémentaire. En juillet, il obtient le brevet supérieur avec la mention « langue anglaise ».

### L'enseignant et le formateur

#### «Cloutier» à «Normale Sup»

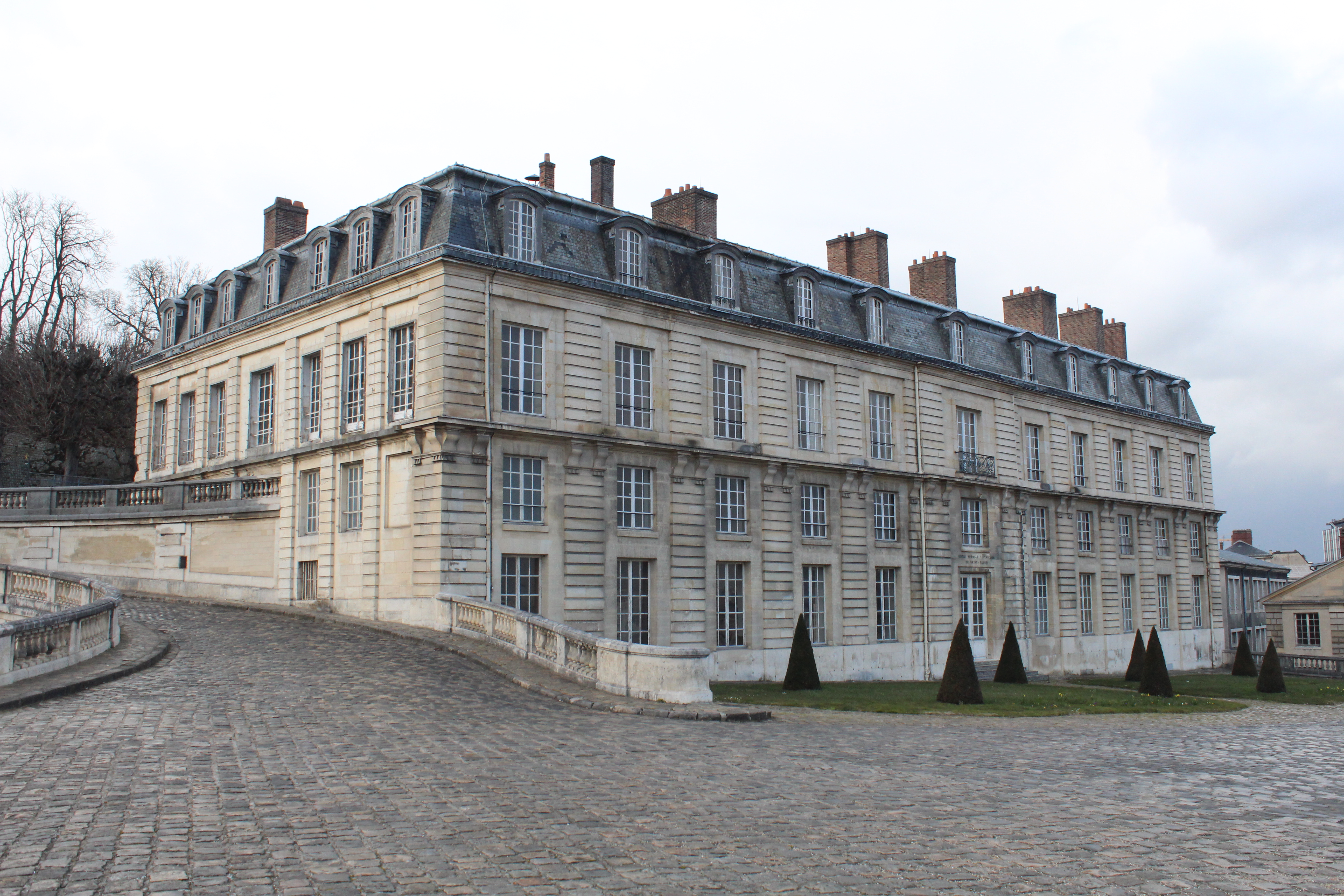
École Normale Supérieure (Parc St Cloud, Pavillon de Valois)

Le 1er octobre de la même année, il est nommé instituteur à Royan puis en 1881 à La Rochelle (Charente-Maritime). Désireux de suivre une formation de professeur d'école normale, il fait partie de la deuxième promotion de la toute nouvelle école normale supérieure de Saint-Cloud, en région parisienne dirigée alors par Edouard Jacoulet dans laquelle il est admis en 1882. Il y suit les cours, notamment d'Henri Marion (psychologie et morale) et de Gabriel Compayré (littérature). La même année, il est dispensé de service militaire, s'étant engagé à servir pendant au moins 10 ans dans l'Instruction publique.
Le 30 septembre 1884, il est nommé professeur de Lettres de 3ème classe à la toute nouvelle École normale de Beauvais dans l'Oise. Le 8 décembre de la même année, il est informé par un courrier de Ferdinand Buisson, directeur de l’Enseignement primaire au Ministère, qu'un congé d'inactivité rémunéré lui est accordé afin d'aller étudier l'anglais au Royaume-Uni jusqu'en 1886.

#### Boursier à Londres
À compter de la mi-décembre 1884, il vit et étudie à Londres, dans le quartier de Paddington. Il suit les cours d'histoire et de littérature anglaises au training college (école normale) de la ville puis plus tard à celui de Battersea parallèlement au Westbourne Park Institute. Une lettre adressée le 13 mai 1885 à Louis Jarach (l'un de ses anciens directeurs d'école normale) éclaire sur son ambition professionnelle : 

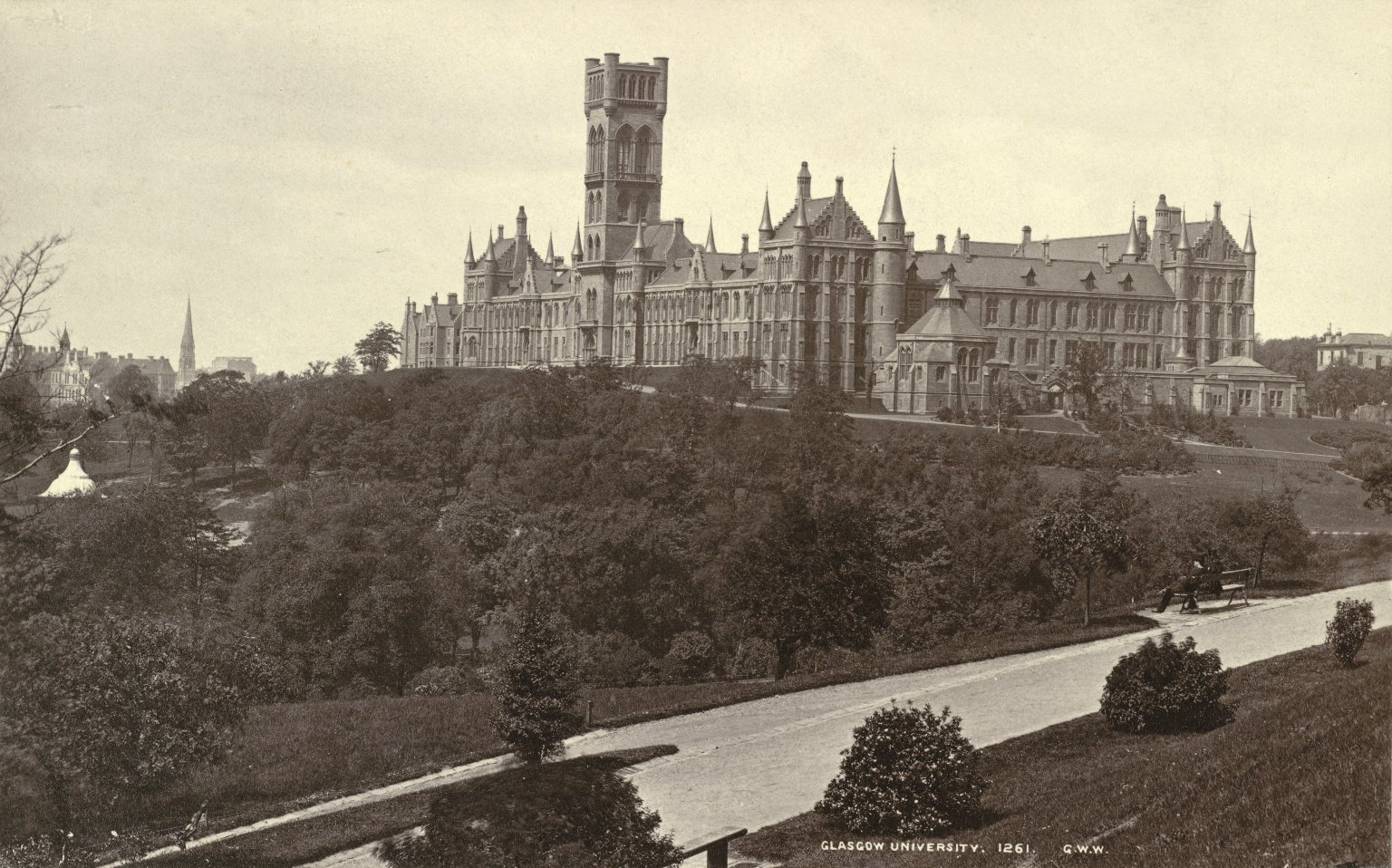
University of Glasgow à la fin du XIXe

« Professer, voilà qui est bien, voilà qui est mieux. Avoir au-dessous de vous, suspendu à vos lèvres, un auditoire qui boit vos paroles, dont tous les regards se croisent sur vous! Parler, persuader, être éloquent, dominer une foule, la soulever, la conduire, se rendre maître de tous ces cerveaux, accaparer toutes ces pensées, faire battre tous ces cœurs! La parole! Oh! Le beau temps où Démosthène se faisait entendre sur l'agora, où Mirabeau entraînait une assemblée à sa suite, où Danton demandait de l'audace! J'ai parfois des pensées d'ambition qui m'effraient. Avoir l'auditoire de Cousin ou de Villemain, qu'est-ce? Mais parler devant vingt mille hommes, les séduire, être maître de cette force et la faire mouvoir à son gré, lui imposer sa volonté par le regard, par le geste, par un mot, voilà un rêve, un beau rêve!... et ce ne sera pas mon destin ».
Pendant son séjour britannique, il s'astreint à traduire des textes d'auteurs anglais, notamment De l'éducation (en) de John Milton (XVIIe) et le traité d'éducation tiré de The schoolmaster de Roger Ascham (1570).
Il achèvera ses études britanniques par un séjour de deux mois à Glasgow en Écosse où il suivra les cours du Training College et de l'Université de la ville.
Le 29 juin 1886, il quitte le Royaume Uni et rentre en France.

#### Professeur
Quelques jours plus tard, il passe avec succès les épreuves de l'examen d'aptitude aux fonctions de professeur d'anglais. Par un arrêté du 31 août 1886 signé du ministre de l'instruction publique et des beaux-arts, René Goblet, il est reconnu « apte à l'enseignement de la langue anglaise dans l'enseignement secondaire ».

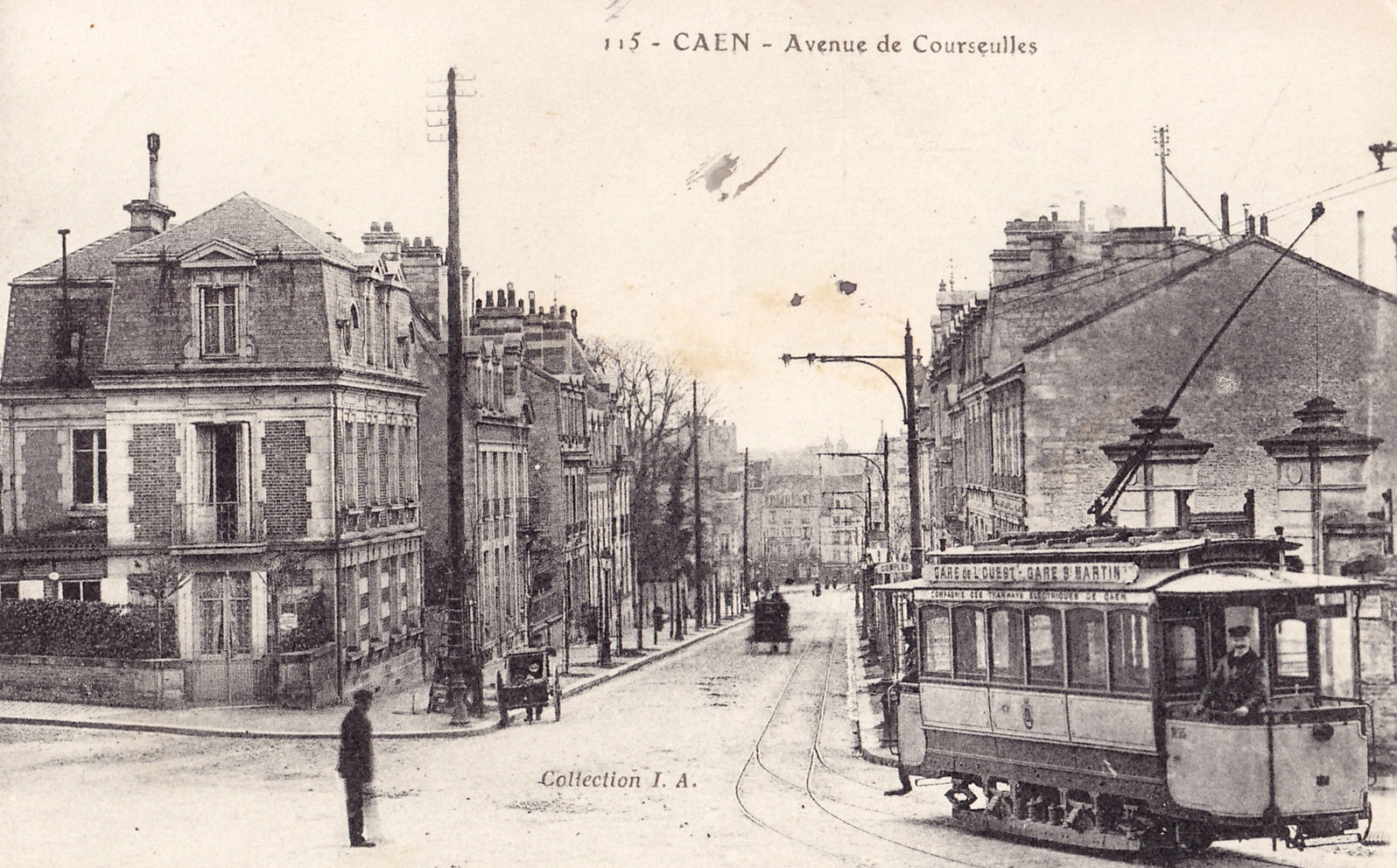
Caen (avenue de Courseulles) avant 1914

À la rentrée scolaire 1886, il est nommé professeur d'histoire, de géographie et d'anglais à l'école normale de Caen dans le Calvados où il restera deux années. Dans cette ville, il fait la connaissance de Pierre Estienne, inspecteur de l'enseignement primaire. Fin 1887 début 1888, il fait la connaissance de Marguerite Nicot, la fille de Jean-François Nicot (1828-1903), le directeur de l'école normale d'Alençon (Orne), qui se trouve être également la belle-sœur de Pierre Estienne. Le 5 avril 1888 à Alençon, il épouse Marguerite Nicot, de quatre ans sa cadette.
Fin 1888, il obtient le certificat d'aptitude à l'inspection des écoles primaires et à la direction des écoles normales et parallèlement, il est nommé professeur de 2nde classe de langues française et anglaise à l'école normale de garçons et à l'école normale de filles du  Mans dans la Sarthe. À ces deux postes, il effectue 22 heures de cours hebdomadaires pour un salaire annuel de 4000 francs.
Le 19 mars 1889, sa 1re fille Cécile voit le jour au Mans. Elle se mariera en 1908 à Londres avec John Talbot, employé à la Bourse de Londres.

### Le pédagogue et l'auteur
En 1890, il publie son premier ouvrage pédagogique : le Livre de lectures anglaises à l'usage des écoles normales primaires et des écoles primaires supérieures suivi d'un vocabulaire aux Éditions Delalain.
Le 10 novembre de la même année, sa femme donne naissance au Mans à son second enfant Jean Mouchet.
Faisant suite à plusieurs sollicitations de sa part auprès du ministère ainsi qu'à l'appui du sénateur Alphonse Le Porché, il est nommé inspecteur primaire de 5e classe à Angoulême-Ouest (Charente) fin septembre 1891. Le 10 juillet 1892, la Société pour l'instruction élémentaire lui décerne une « médaille d'argent exceptionnelle comme témoignage d'encouragement et d'estime pour le zèle et le dévouement dont il a fait preuve dans la direction de son établissement ».
À la même période, le siège de la circonscription de l'inspection de l'enseignement primaire est transféré d'Angoulême-Ouest vers Cognac en Charente, ville vers laquelle il déménagera finalement avec sa famille en janvier 1893.
Sa qualité d'enseignant l'ayant  dispensé de service militaire, il est définitivement dégagé de ses obligations militaires en 1893.

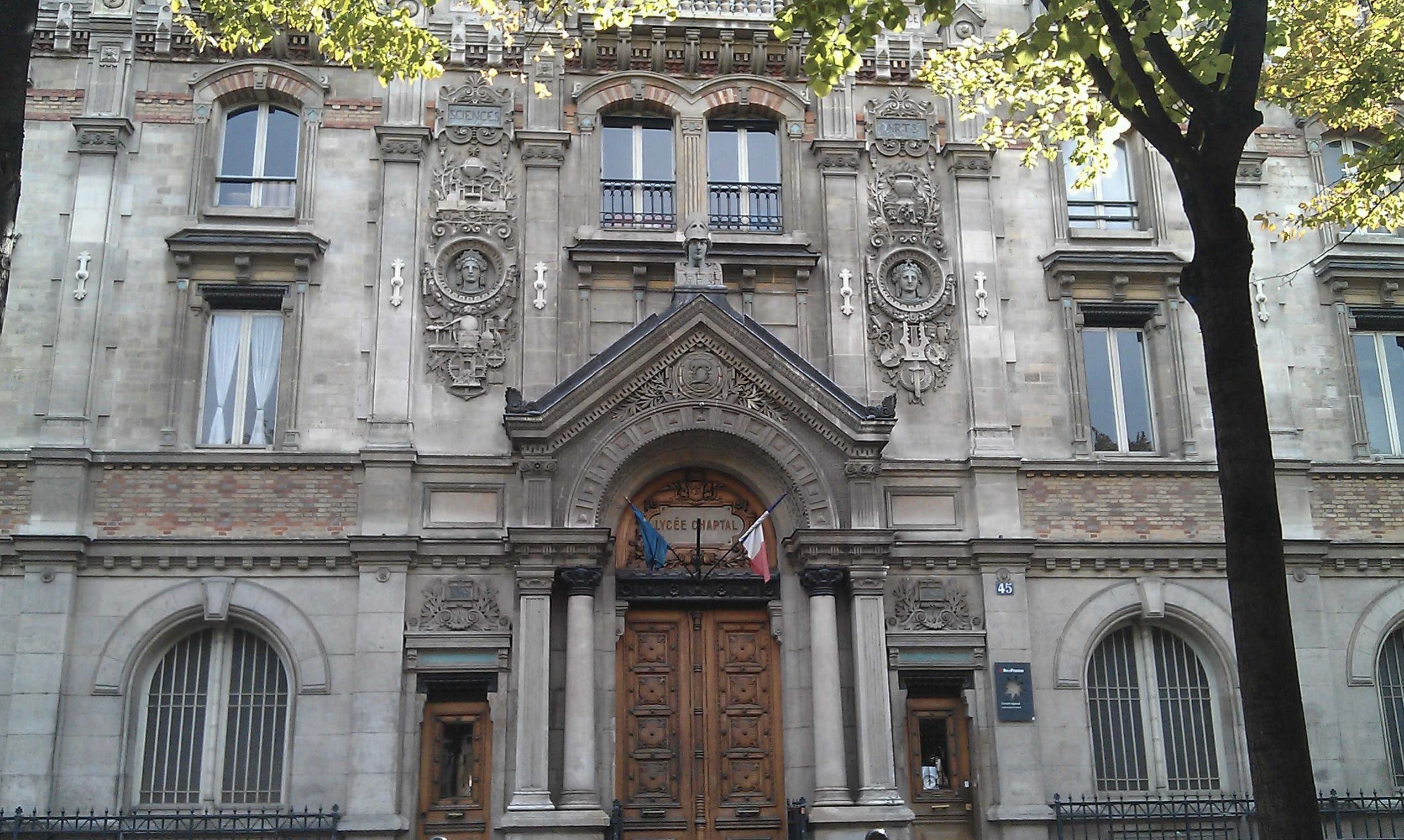
Façade du lycée Chaptal

Quelques mois auparavant, Gaston Mouchet a posé sa candidature, auprès du ministère, à un poste d'enseignement de la littérature et de langue anglaise dans une École de Paris. Pour ce faire, il a sollicité le soutien de plusieurs personnalités: Octave Gréard, Ferdinand Buisson, Edouard Jacoulet et Frédéric Garnier, député et Maire de Royan.
Le 19 août 1893 à Cognac  nait son 3ème enfant Annie, qui deviendra plus tard institutrice.
La même année, il réitère sa demande de changement de poste, cette fois-ci avec le soutien du sénateur de Charente-Inférieure Émile Combes. Un mois plus tard, début octobre, il reçoit une réponse positive du ministre Raymond Poincaré qui le nomme par arrêté professeur de 5e classe chargé de la direction des études au collège Chaptal.

#### La polémique de Cognac

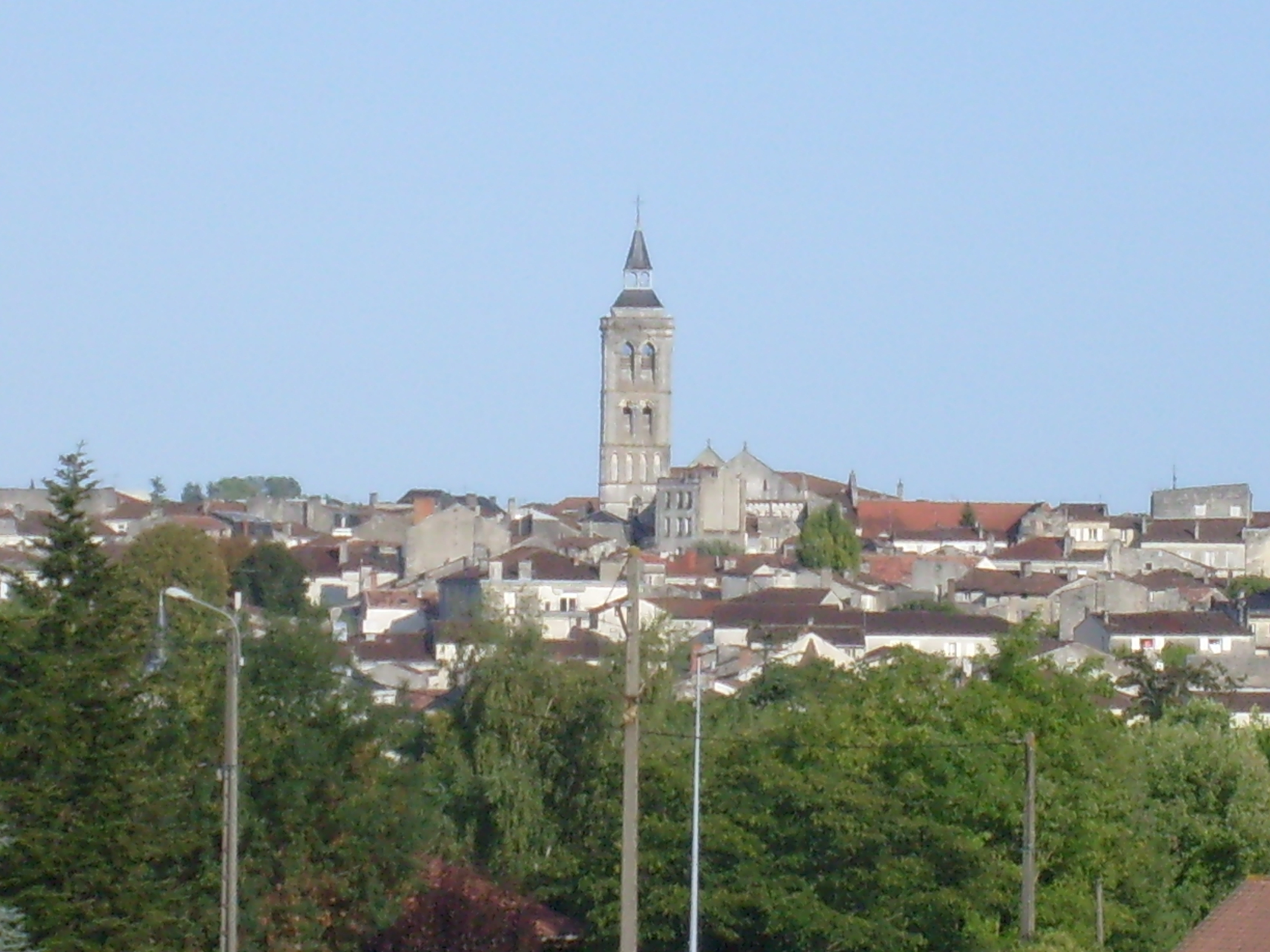
Vue de Cognac depuis la ville basse

Le 31 octobre, faisant suite à la publication et la diffusion dans les écoles de son opuscule La Charente édité par Picard et Kaan dans la collection « La France par départements », nait une polémique. En effet, à la page 31 du livre, Mouchet écrit qu'après la destruction des vignes due au phylloxéra, « Les Charentes n'ayant plus de vins, les négociants distillent des vins d'Espagne ou du midi de la France, ramenés à un degré supérieur d'alcool par l'addition d'eaux-de-vie allemandes ». Cette affaire, ayant été évoquée par la Chambre de commerce ainsi que lors d'une séance du Conseil municipal de Cognac qui considère cette affirmation comme diffamatoire, remonte au recteur en passant par l'inspecteur d'Académie jusqu'au ministre. Elle fait l'objet d'un article dans le journal La Charente dans son édition des 2 et 3 novembre 1893. Il est demandé la suppression de la phrase « mensongère ». L'éditeur est donc prié dans ses éditions ultérieures de rectifier le passage incriminé et n'hésite pas à mettre au pilon les 1500 exemplaires encore en sa possession. Le 9 novembre, Mouchet adresse une lettre au maire de Cognac lui annonçant la mise sous presse prochaine d'une nouvelle édition « soigneusement revue et corrigée » qu'il lui soumettra avant impression. Pour le directeur de l'enseignement primaire Ferdinand Buisson, il s'agit d'un simple incident désormais clos et la mesure prise par l'éditeur doit donner « pleine satisfaction à la réclamation qui lui a été adressée ».

### Professeur à Paris

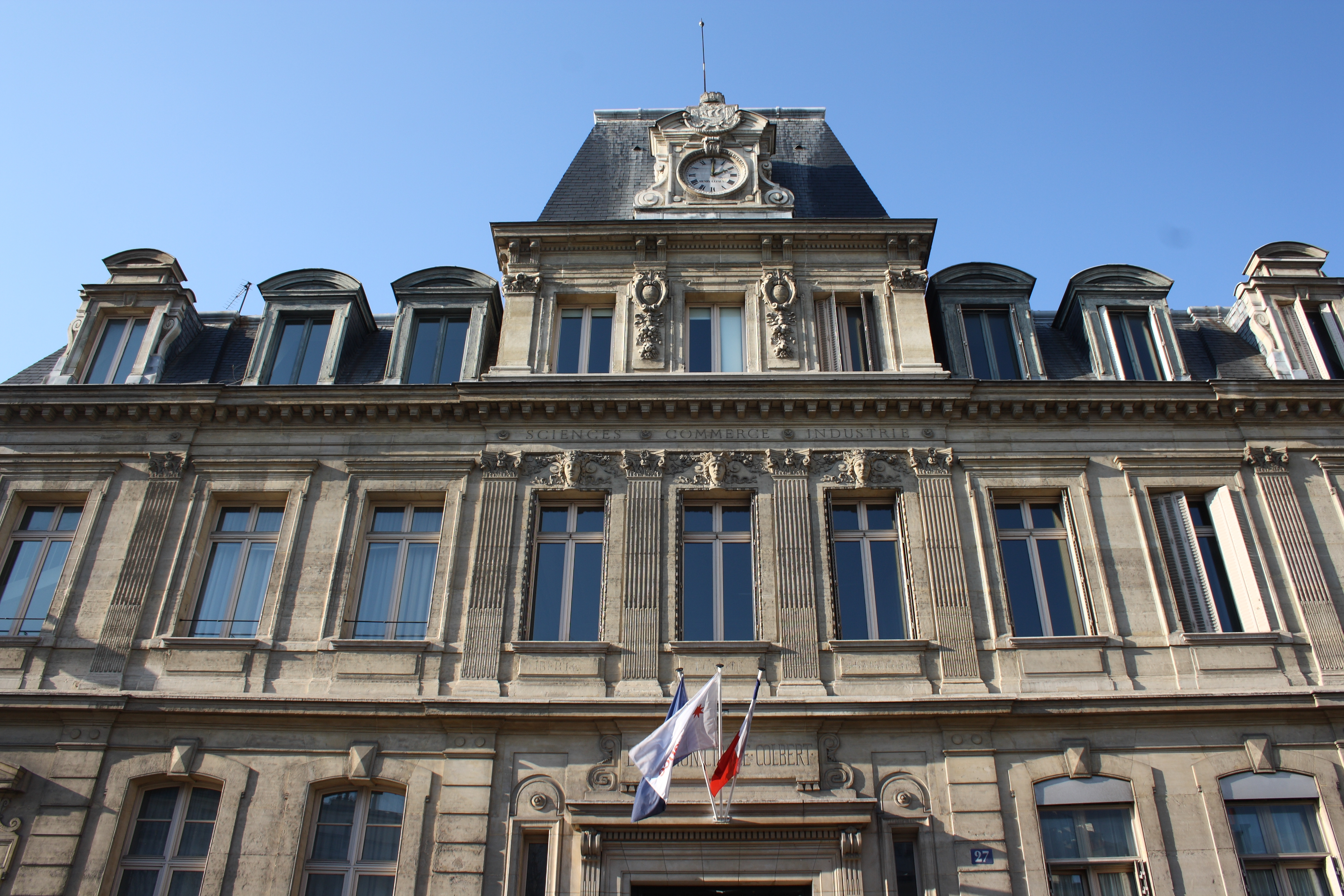
Façade de l’école Colbert

Toujours professeur-directeur des études au collège Chaptal, mais à la recherche d'une chaire d'enseignement de l'anglais, il postule à l'école Jean-Baptiste Colbert à Paris où il est finalement nommé professeur de 5e classe fin septembre 1894 et dans laquelle il est également chargé de l'enseignement  des lettres. Il restera dans cet établissement jusqu'en 1927. À l'école Colbert, son traitement annuel s'élève la somme de 4 400 francs pour un volume horaire hebdomadaire d'enseignement de 16 heures.
Il est nommé par le ministère de l'instruction publique, membre du comité de lecture et de traduction des périodiques étrangers et membre de la commission chargée d'examiner les candidats au certificat d'aptitude au professorat des écoles normales pour la langue anglaise en 1896, et pour les Lettres en 1897.
Son 4e enfant, Madeleine, voit le jour à Courbevoie le 8 juin 1898. Madeleine Mouchet, qui deviendra plus tard enseignante puis employée de banque, se mariera en 1923 avec le futur judoka Jean Andrivet.
Entre 1901 et 1903, il rédige 22 articles pédagogiques dans le Manuel général de l'instruction primaire, édité par Hachette.
Le 11 août 1901 à Courbevoie, à l'âge de 34 ans, sans doute à la suite de la consommation de fruits de mer dans la maison de famille de Puyraveau dénommée Sunrise à Saint-Palais-sur-Mer, son épouse Marguerite décède de la fièvre typhoïde, maladie contre laquelle il n'existe à l'époque, aucun traitement.

5 juin 1906 : 25ème anniversaire de la création de l'Ecole Normale Supérieure de St-Cloud (G. Mouchet se tient au 1er plan à gauche, portant canotier)

Du 3 au 5 juin 1906, est célébré, en présence de nombreuses personnalités dont le Ministre de l'Instruction publique Aristide Briand, le 25e anniversaire de l'école normale supérieure de Saint-Cloud (auquel s'est associée l'E.N.S. de Fontenay-aux-Roses pour son 26e anniversaire) marquée par diverses manifestations co-organisées par la Ligue de l'enseignement, à l'Opéra, à l'Opéra-comique, à l'E.N.S. de Saint-Cloud et à la Sorbonne: Discours, conférences, concerts, banquets et bal. Mouchet, en tant que membre de la Société amicale des anciens élèves de l'école normale supérieure de Saint-Cloud, participe à ces trois journées et assiste notamment à la conférence donnée par Ferdinand Buisson le 5 juin à la Sorbonne.
Au bout de sept ans de veuvage, il demande la main de sa nièce par alliance Judith Estienne, la fille, de 20 ans sa cadette, de son beau-frère Pierre Estienne décédé en 1907. Tous les deux se marient le 28 septembre 1908 à Saint-Palais-sur-Mer. Le 21 août 1909 à Saint-Palais-sur-Mer, Judith met au monde le 5e enfant de Mouchet: Pierre, qui deviendra plus tard docteur en médecine.
Non mobilisable pendant la grande guerre, il n'enseigne plus, à l'école Colbert, que l'anglais sur un temps hebdomadaire de 24h pour un traitement annuel de 7000 francs.

### Les dernières années

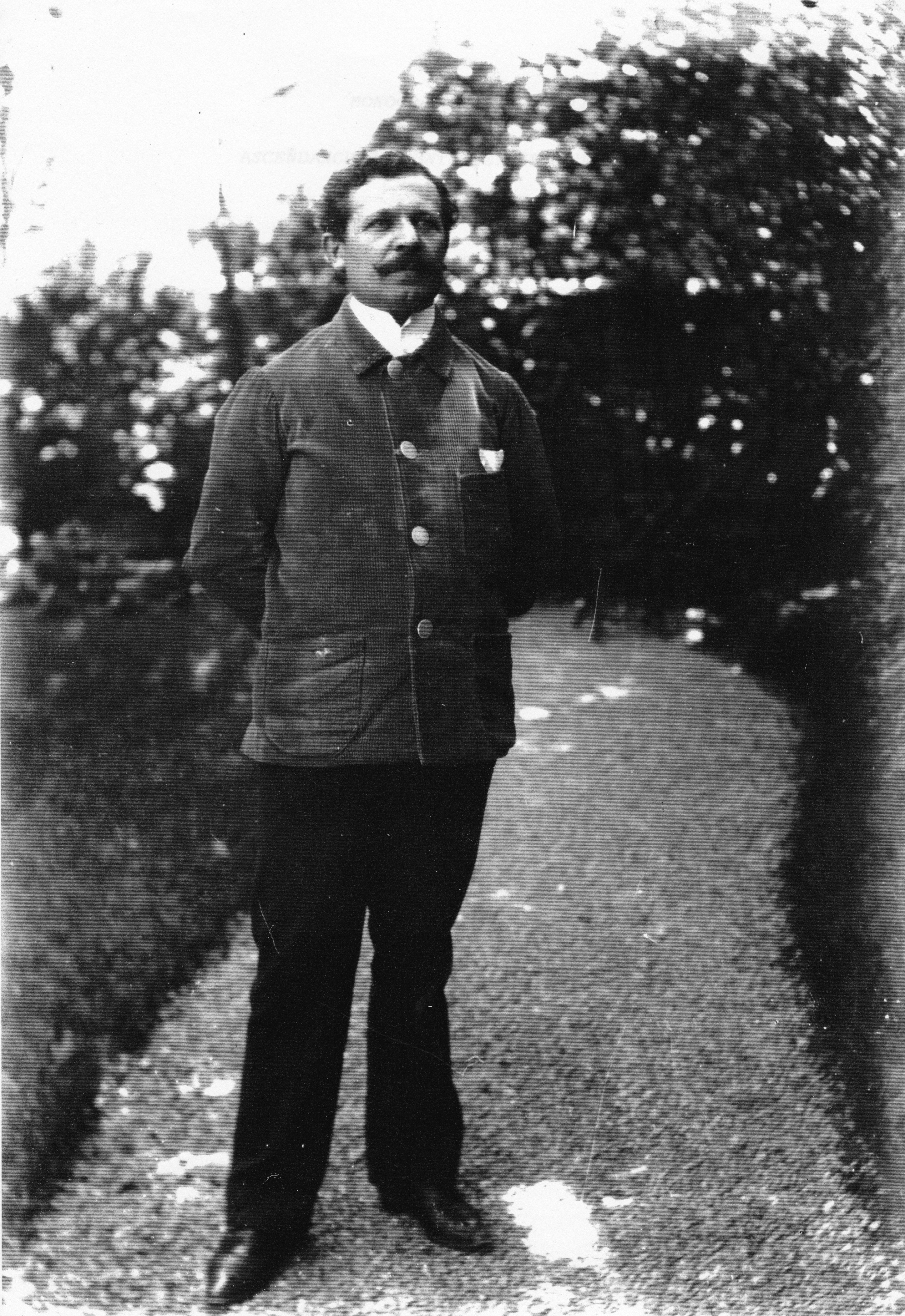
Gaston Mouchet au début du XXe

Après leur mariage, Mouchet et sa femme emménage au 59 avenue de la Marne (anciennement rue de Courbevoie) à Asnières.
Il parvient à la classe exceptionnelle de sa fonction de professeur le 1er janvier 1920 avec un traitement annuel de 14000 francs, sans compter le règlement des heures supplémentaires.
Devant partir à la retraite au 1er juillet 1927, il sollicite, par l'intermédiaire du député de la Seine (Asnières) Maurice Bokanowski, également Ministre du commerce et de l'industrie, le Ministre de l'Instruction Publique Edouard Herriot pour pouvoir prendre sa retraite de fonctionnaire au 10 octobre 1927. Il sera en définitive « admis, pour cause d'ancienneté et de services, à faire valoir ses droits à une pension de retraite à dater du 1er octobre 1927 ».
Après sa retraite, il continuera d'enseigner l'anglais dans un établissement d'enseignement privé d'Asnières tenu par des religieuses dominicaines, et ceci jusqu'au mois de juillet 1939.

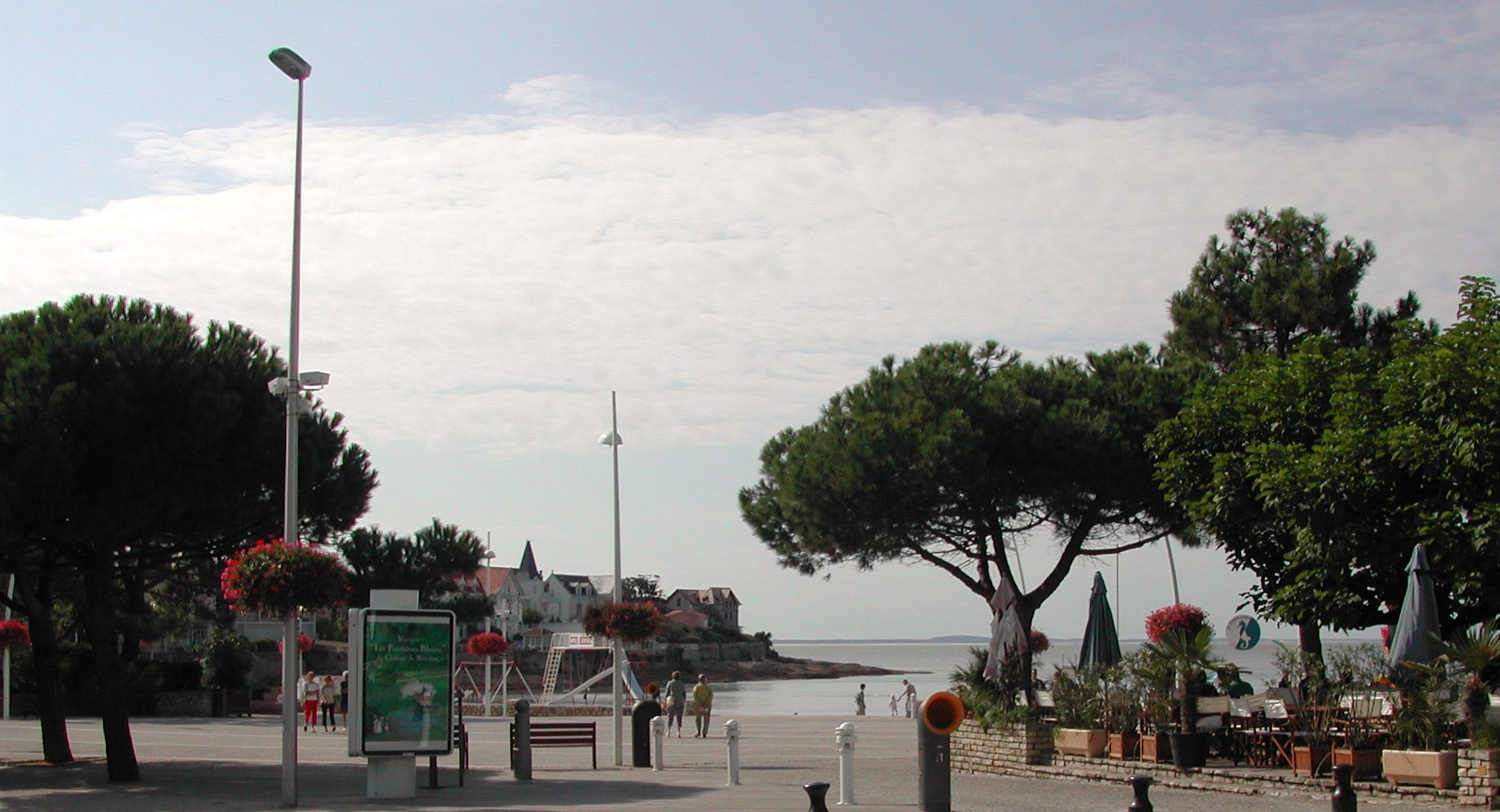
Saint Palais sur Mer.- la ville

Son épouse Judith décède d'un cancer le 28 novembre 1939 dans leur maison de Saint-Palais.
En 1940, au cours des hostilités, son fils Pierre, est fait prisonnier par les allemands dans un oflag près de Munich. La région de Royan est déclarée « Zone interdite ». Ce qui n'empêche pas Gaston d'effectuer des allers-retours entre Saint-Palais et Asnières, sa résidence « parisienne ».
Il meurt le 24 juin 1942 à Saint-Palais-sur-Mer et est inhumé dans le caveau familial du carré protestant du cimetière de Courlay à Saint-Palais-sur-Mer.

### Distinctions
Il était Officier d'Académie depuis 1898, Officier de l'Instruction publique depuis 1905 et chevalier du mérite agricole depuis 1911.
Il a été fait Chevalier de la légion d'honneur le 28 avril 1923 par le Président de la République Alexandre Millerand sous le parrainage de Ferdinand Buisson, devenu à l'époque député de la Seine.

### Liens de parenté
Il était le frère de Fernand Mouchet (1861-1937), notaire et maire de Saint-Palais-sur-Mer de 1912 à 1919.
Il était le beau-frère, puis le gendre à titre posthume, de l'auteur et pédagogue Pierre Estienne.
Il était le gendre de l'auteur et pédagogue Jean-François Nicot.
Il était le père de l'auteur, linguiste-ethnologue Jean Mouchet.
Il était le beau-père du judoka Jean Andrivet.
Il était le grand-père de l'auteur et universitaire Patrick Andrivet.

## Publications
Il est l'auteur, notamment, de manuels scolaires d'anglais et de nombreux articles pédagogiques.

### Ouvrages

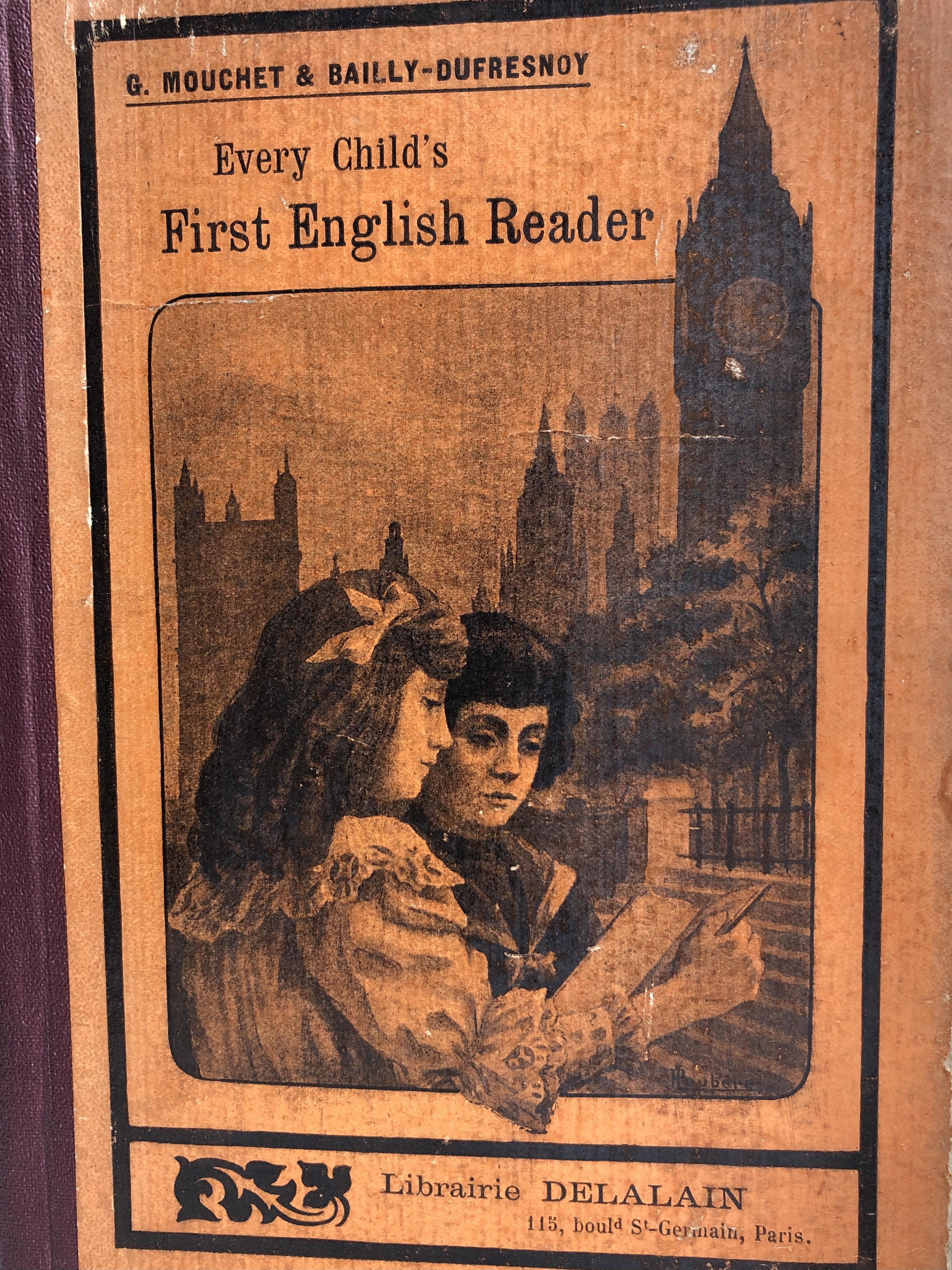
Every Child’s First English Reader de G. Mouchet (1906)

- Gaston Mouchet, Livre de lectures anglaises à l'usage des écoles normales primaires et des écoles primaires supérieures suivi d'un vocabulaire, Paris, Delalainhttp://www.le-temps-des-instituteurs.fr/ped-editeurs-xixe-siecle-.html Site Le Temps des instituteurs, 1890, 202 p. (OCLC 458235538)
- Roger Liquier[12], avec la collaboration de Gaston Mouchet, Guide des aspirants au professorat des écoles normales et des écoles primaires supérieures, ainsi qu'a l'admission aux écoles normales supérieures d'enseignement primaire de Saint-Cloud et de Fontenay-aux-Roses : conseils et directions pédagogiques, Paris, Belin[13], 1888, 320 p. (OCLC 457488161)
- Gaston Mouchet, La Charente : Collection "La France par départements" dirigée par M. A. Chalamet, Paris, Picard et Kaan[14], 1893, 64 p. (OCLC 881782476)
- Ferdinand Buisson, avec la collaboration de Gaston Mouchet, L'éducation populaire des adultes en Angleterre : notices sur les principales institutions par des membres de leur comités, Paris, Hachette, 1896 (OCLC 224120022)
- Louis Jarach[12] et Gaston Mouchet[15], La composition française au brevet élémentaire, Nathan, 1888, 311 p. (OCLC 1038710123)
- George Elwall et Gaston Mouchet, Textes anglais du brevet supérieur. Sessions de 1903, 1904 et 1905... Aikin and Barbauld, Wordsworth, Longfellow, Paris, Delalain, In-16, 1902, 108 p. (OCLC 458235541)
- Gaston Mouchet, Every Child's First English Book : Enseignement intuitif de la langue anglaise par l'image: le premier livre anglais de l'enfance : vocabulaire, conversation, grammaire, lecture, Paris, Delalain, In-8, 1903, VIII-92 p. (OCLC 496721530)
- Gaston Mouchet, Every Child's Second English Book : Le Second livre anglais de l'enfance. Grammaire, conversation, lecture, Paris, Delalain, In-8, 1904, VII-176 /VII-175 ill./VII-184 (OCLC 496721532)
- Gaston Mouchet et S. Bailly-Dufresnoy[16], Every Child's First English Reader : a companion to every child's first english book : with numerous illustrations, Paris, Delalain, In-8, 1906, 144 p. (OCLC 496792764)
- Gaston Mouchet et S. Bailly-Dufresnoy, Every Child's Second English Reader : a companion to every child's second english book : with numerous illustrations, Paris, Delalain, In-8, 1907, 286 p.
- Gaston Mouchet et H. Dougnac, Textes anglais du brevet supérieur : Sessions de 1903, 1904, 1905. Avec introductions et notes par G. Elwall et G. Mouchet ... Aikin "and" Barbauld, Wordsworth, Longfellow, Paris, Delalain, In-16, 1902, 108 p. (OCLC 458384196)
- Gaston Mouchet et H. Dougnac, Textes anglais du brevet supérieur : sessions de 1907, 1908, 1909 ... Washington Irving, Longfellow, Tennyson, Wordsworth, Kingsley. Avec introductions et notes par G. Elwall et G. Mouchet ..., Paris, Delalain, In-16, 1906, 64 p. (OCLC 458235541)
- Gaston Mouchet et H. Dougnac, Textes anglais du brevet supérieur : sessions de 1910, 1911, 1912, Paris, Delalain, In-12, 1910
- Gaston Mouchet et Auguste Bessou, La dictée pratique au brevet élémentaire : Cours supérieur et complémentaire des écoles primaires, brevet élémentaire, Paris, Delagrave, 1912, 206 p. (OCLC 690215137)
- Gaston Mouchet et H. Dougnac, Textes anglais du brevet supérieur : sessions de 1914, 1915, 1916, 1917, Paris, Delalain, In-12, 1913
- Louis Jarach[12] et Gaston Mouchet, La Composition française du brevet élémentaire, précédée d'une préface et d'une introduction sur l'art de composer, Paris, Nathan, 1916 (OCLC 494056333)
- Gaston Mouchet, Every English Student's French grammar : outlines of French etymology and syntaxe, Paris, Delalain, In-16, 1919, IV-188 p. (OCLC 458235532)
- Gaston Mouchet, Every Student's Anglo-French Pocket Dictionary : a pronuncing word-treasure to be used by all English speaking people wishing to learn usual French, Paris, Delalain, In-32, 1919, 2 tomes en 1 vol. 219 (OCLC 660449747)
- Gaston Mouchet et F. Guillotel, L'Anglais au baccalauréat : Versions et thèmes avec notes et références grammaticales, Paris, Delalain, 1925, 224 p. (OCLC 800783594)
- Joseph Delcourt[17] et Gaston Mouchet, L'Anglais par la méthode mixte[18], Paris, Delalain, In-8, 3 part. en 2 vol., 1931, XVII-160 p. (OCLC 493529026)

### Articles
- Gaston Mouchet, « Correspondance pédagogique internationale », Manuel général de l'instruction primaire, Paris, Hachette, no 2,‎ 12 janvier 1901, p. 23 (lire en ligne, consulté le 11 avril 2021)
- Gaston Mouchet, « Correspondance pédagogique internationale », Manuel général de l'instruction primaire, Paris, Hachette, no 6,‎ 9 février 1901, p. 88 (lire en ligne, consulté le 11 avril 2021)
- Gaston Mouchet, « Nécrologie de François-Tommy Perrens », Manuel général de l'instruction primaire, Paris, Hachette, no 7,‎ 16 février 1901, p. 101 (lire en ligne, consulté le 11 avril 2021)
- Gaston Mouchet, « Correspondance pédagogique internationale : Le Bulletin de la Correspondance inter-scolaire », Manuel général de l'instruction primaire, Paris, Hachette, no 16,‎ 20 avril 1901, p. 248 (lire en ligne, consulté le 11 avril 2021)
- Gaston Mouchet, « Il est défendu », Manuel général de l'instruction primaire, Paris, Hachette, no 17,‎ 27 avril 1901, p. 261 (lire en ligne, consulté le 11 avril 2021)
- Gaston Mouchet, « Correspondance pédagogique internationale : Avis important », Manuel général de l'instruction primaire, Paris, Hachette, no 18,‎ 4 mai 1901, p. 280 (lire en ligne, consulté le 11 avril 2021)
- Gaston Mouchet, « Encore le Bulletin de la correspondance inter-scolaire », Manuel général de l'instruction primaire, Paris, Hachette, no 18,‎ 4 mai 1901, p. 280 (lire en ligne, consulté le 11 avril 2021)
- Gaston Mouchet, « Romanciers et Maitres d'école : traduit de The Practical Teacher », Manuel général de l'instruction primaire, Paris, Hachette, no 24,‎ 15 juin 1901, p. 380 (lire en ligne, consulté le 11 avril 2021)
- Gaston Mouchet, « Correspondance pédagogique internationale : Avis, Annuaire de la Correspondance inter-scolaire », Manuel général de l'instruction primaire, Paris, Hachette, no 35,‎ 31 août 1901, p. 550 (lire en ligne, consulté le 11 avril 2021)
- Gaston Mouchet, « Nos écoles primaires jugées par les étrangers : Opinion d'un membre de la Chambre des Communes », Manuel général de l'instruction primaire, Paris, Hachette, no 43,‎ 26 octobre 1901, p. 675 (lire en ligne, consulté le 11 avril 2021)
- Gaston Mouchet, « Trust », Manuel général de l'instruction primaire, Paris, Hachette, no 46,‎ 16 novembre 1901, p. 733 (lire en ligne, consulté le 11 avril 2021)
- Gaston Mouchet, « Les Prix Nobel », Manuel général de l'instruction primaire, Paris, Hachette, no 2,‎ 11 janvier 1902, p. 28 (lire en ligne, consulté le 11 avril 2021)
- Gaston Mouchet, « Correspondance pédagogique internationale : Comrads All », Manuel général de l'instruction primaire, Paris, Hachette, nos 13-14,‎ 29 mars 1902, p. 200 (lire en ligne, consulté le 11 avril 2021)
- Gaston Mouchet, « Courte histoire d'un grand homme », Manuel général de l'instruction primaire, Paris, Hachette, no 16,‎ 19 avril 1902, p. 251 (lire en ligne, consulté le 11 avril 2021)
- Gaston Mouchet, « Quelques notes sur la fatigue », Manuel général de l'instruction primaire, Paris, Hachette, no 26,‎ 28 juin 1902, p. 414 (lire en ligne, consulté le 11 avril 2021)
- Gaston Mouchet, « Un ancien instituteur Académicien », Manuel général de l'instruction primaire, Paris, Hachette, no 30,‎ 26 juillet 1902, p. 476 (lire en ligne, consulté le 11 avril 2021)
- Gaston Mouchet, « A l'étranger, le Professeur Meiklejohn », Manuel général de l'instruction primaire, Paris, Hachette, no 32,‎ 9 août 1902, p. 501 (lire en ligne, consulté le 11 avril 2021)
- Gaston Mouchet, « Visites scolaires internationales », Manuel général de l'instruction primaire, Paris, Hachette, no 33,‎ 16 août 1902, p. 513 (lire en ligne, consulté le 11 avril 2021)
- Gaston Mouchet, « Un Homme William Thomas Stead », Manuel général de l'instruction primaire, Paris, Hachette, no 37,‎ 13 septembre 1902, p. 586 (lire en ligne, consulté le 11 avril 2021)
- Gaston Mouchet, « Correspondance scolaire internationale », Manuel général de l'instruction primaire, Paris, Hachette, no 39,‎ 27 septembre 1902, p. 613 (lire en ligne, consulté le 11 avril 2021)
- Gaston Mouchet, « A travers la pédagogie : La lettre annuelle », Manuel général de l'instruction primaire, Paris, Hachette, no 1,‎ 3 janvier 1903, p. 4 (lire en ligne, consulté le 11 avril 2021)
- Gaston Mouchet, « Les responsabilités de la fortune », Manuel général de l'instruction primaire, Paris, Hachette, no 16,‎ 18 avril 1903, p. 189 (lire en ligne, consulté le 11 avril 2021)
- Gaston Mouchet, « Le brevet supérieur et l'avancement des instituteurs », Manuel général de l'instruction primaire, Paris, Hachette, no 27,‎ 4 juillet 1903, p. 318 (lire en ligne, consulté le 11 avril 2021)
- Gaston Mouchet, « Une poignée de souvenirs : contribution de Gaston Mouchet (pages 120 et suivantes) », Livre Souvenir (1881-1906) réalisé à l'occasion du 25e anniversaire de l'École normale supérieure de Saint-Cloud, Paris, Picard et Kaan,‎ 4 juillet 1903 (lire en ligne , consulté le 12 avril 2021).